# Sofia Roussova
Sofia Fiodorovna Roussova (née Lindfors le 18 février 1856 à Olechnia dans le gouvernement de Tchernigov et morte le 5 février 1940 à Prague) est une pédagogue et traductrice de l'ukrainien en russe, sujette de l'Empire russe, puis citoyenne de la République populaire ukrainienne et active en Ukraine occidentale comme pédagogue et fondatrice du mouvement féminin ukrainien, avant d'émigrer en 1922.

## Biographie
Elle est née à Olechnia, dans l'oblast de Tchernihiv, en 1856. Son père Fiodor Lindfors (1807-1871) est un général de l'Armée impériale russe d'ascendance noble, Suédois de la Baltique, ayant participé à la guerre russo-turque de 1828-1829 et sa mère Hanna Lindfors, née Gervais, est d'ascendance française. Elle vit à Kiev à partir de l'âge de neuf ans et elle fréquente le gymnasium de jeunes filles Foundoukleï. Elle ouvre des jardins d'enfants et des écoles du soir à Kiev avec sa sœur Maria, après la mort de son père, et fréquente des cercles ukrainophiles. Elle demeure en 1874-1876 à Saint-Pétersbourg et aide son mari Alexandre Roussov à traduire Kobzar de Taras Chevtchenko (trad. en deux tomes 1875-1876) dont une partie est censurée et qu'ils font publier in extenso à Prague. Par la suite, elle travaille comme sage-femme dans une propriété agricole près de Borzna et mène un travail culturel et éducatif. À partir de 1879, elle enseigne à Olechnia, village de son domaine familial, puis s'installe à Odessa avec son mari. Elle y est arrêtée en 1881 alors qu'elle participait à des clubs de lectures, des écoles officieuses et collationnait des catalogues de littérature ukrainienne. Dès lors, elle se trouve sous surveillance policière à cause de ses fréquentations proches des narodniki et divers mouvements socialistes. 
En 1909, elle devient enseignante au cours supérieurs féminins Jekoulina, puis à l'institut pédagogique Frebelev de Kiev. Elle collabore à la revue Svitlo (1910-1914). Elle est membre de la « Société de bienfaisance pour la publication de livres généralement utiles et bon marché ». Elle participe au premier congrès panrusse féminin à Saint-Pétersbourg en janvier 1913 pour la défense de la langue ukrainienne dans l'enseignement.
En 1917, elle est élue à la Rada centrale de la République populaire ukrainienne qui n'a que quelques mois d'existence. Elle fait partie de l'Union des enseignants d'Ukraine. l'Ukraine est alors traversée par la guerre civile russe et par diverses influences et luttes de pouvoir (allemande et soviétique). En octobre 1919, elle se trouve à Kamenets-Podolsky où elle fonde une organisation socio-politique, l'Union des femmes ukrainiennes. Elle devient lectrice à l'université de la ville quelques mois plus tard et ouvre des cours pour personnes âgées et pour les combattants de la République populaire ukrainienne. Cette entité tombe et disparaît lorsque la nouvelle République socialiste soviétique d'Ukraine est formée. Sofia Roussova s'enfuit en 1922 et s'installe à Prague en 1923 où elle poursuit ses activités pédagogiques. Elle y meurt en 1940 à l'époque du protectorat de Bohême-Moravie formé par le Troisième Reich.

## Descendants
Elle a eu trois enfants: Mikhaïl Roussov, Youri Roussov et Lioubov Roussova. Son fils Mikhaïl (1876-1909) est confondateur du parti révolutionnaire ukrainien et Youri (1895-1961), biologiste, émigre en 1920 à Vienne, puis en Tchécoslovaquie, puis dans le Troisième Reich où il anime à Berlin le mouvement nationaliste ukrainien jusqu'en 1945. Après la Seconde Guerre mondiale, il émigre au Canada où il s'occupe d'ichtyologie.

## Œuvres
- (ru) Тарас Григорьевич Шевченко, украинский народный поэт (Его жизнь и произведения) С портр. поэта и 2 рис. в тексте.
- (ru) Что читать по украинской истории и литературе?, (Que lire sur l'histoire et la littérature ukrainienne?).
- (ru) Сербский сборник Повести и рассказы в пер. и с предисл. С. Русовой, (romans serbe, traduction et préface S. Roussova).